# درة زهرية الرأس
الدُّرَّة زهرية الرأس (الاسم العلمي: Psittacula roseata) هو نوع من الببغاوات يتبع جنس الدرة ضمن الفصيلة الدرية (ببغاوات العالم القديم).